# Sinfonía n.º 6 (Mozart)

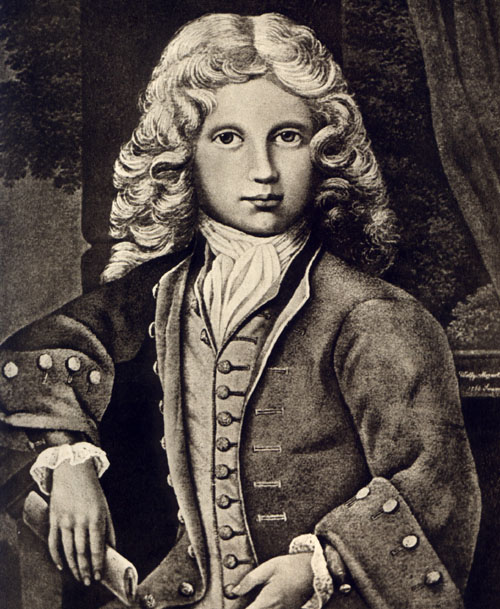
Mozart en 1767.

La Sinfonía n.º 6 en fa mayor, K. 43 fue compuesta por Wolfgang Amadeus Mozart en 1767, cuando el compositor tenía once años.

## Historia

### Contexto

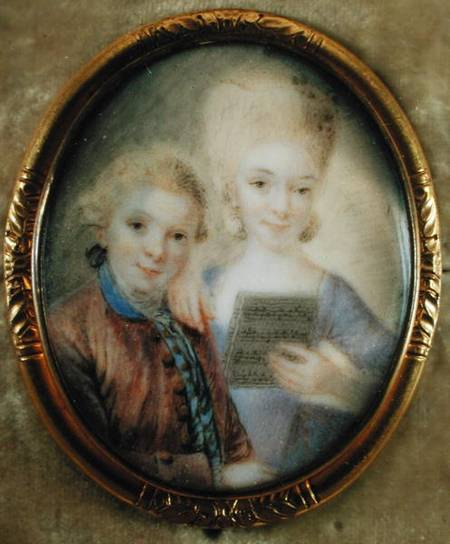
Wolfgang y Nannerl hacia 1763.

La carrera de Mozart como sinfonista había empezado en Londres durante el gran viaje de la familia Mozart por Europa entre junio de 1763 y noviembre de 1766. El padre Leopold Mozart planeó la gira para exhibir a sus prodigiosos hijos, Wolfgang y Nannerl en las principales cortes europeas. Tras pasar por Alemania, Bélgica y Francia, la familia llegó a Londres en abril de 1764 y el día 27 se presentó en la corte de Jorge III. La extraordinaria impresión que causó la destreza de los niños con el teclado en los numerosos conciertos que ofrecieron está bien documentada. En ese tiempo Wolfgang compuso sus primeras obras del género, que tenían una deuda sustancial con las sinfonías de estilo galante italianizante en tres movimientos de Carl Friedrich Abel y Johann Christian Bach; también escuchó las sinfonías de compositores relevantes como Thomas Arne, William Boyce y Giuseppe Sammartini.
Regresaron a Salzburgo tras tres años y medio de gira. Leopold no tardó en hacer nuevos planes para dar a conocer a sus hijos en Viena, donde Mozart, de seis años, ya había actuado para la corte de la emperatriz María Teresa. El 15 de septiembre de 1767 la familia llegó a la capital y cuatro semanas después estalló en Viena una epidemia de viruela que les obligó a refugiarse en la localidad morava de Olomouc. Esta huida también incluyó una estancia en Brno, donde el conde de Schrattenbach organizó un concierto. Las precauciones de Leopold fueron en vano, ya que sus dos hijos contrajeron la viruela (véase Mozart y la viruela).

### Composición
La composición de esta pieza se desarrolló entre el otoño y principios del invierno de 1767. Puede que fuera durante el tiempo que estuvo convaleciente cuando completó la presente sinfonía. En la partitura original aparece tachado "à Olmütz" y sustituido por "à Vienne" de puño y letra de Leopold, lo que sugiere que la sinfonía fue trabajada en ambos lugares. Según la revisión del catálogo Köchel hecha por el musicólogo alemán Alfred Einstein en 1937, la sinfonía probablemente fue iniciada en Viena y completada en Olomouc. La partitura autógrafa original se conserva en la actualidad en la Biblioteca Jagellónica de Cracovia y se puede consultar online.

### Estreno y publicación
El estreno se celebró el 30 de diciembre de 1767 en la Taverna de Brno con interpretaciones a cargo de Wolfgang y Nannerl. El concierto fue organizado por el conde de Schrattenbach, hermano del arzobispo de Salzburgo. Un párroco local recordaba así el evento:

«Esperé un concierto musical en una casa de la ciudad conocida como la Taverna, en la que un niño salzburgués de once años y su hermana de quince, acompañados por varios instrumentos tocados por habitantes de Brno, produjo la admiración de todos.»

La primera edición fue llevada a cabo en 1879 por la editorial Breitkopf & Härtel en Leipzig, que publicó bajo la denominación Wolfgang Amadeus Mozarts Werke, Serie VIII, No. 6 tanto las partes como la partitura completa.

## Instrumentación
La partitura está escrita para una orquesta formada por:
- Viento madera: 2 flautas, 2 oboes y [1 fagot].
- Viento metal: 2 trompas en fa.
- Teclado: [clavecín].
- Cuerda: una sección de cuerdas con 2 violines (primero y segundo), 2 violas, violonchelo y contrabajo.

Neal Zaslaw ha señalado la expansión de la escala y el alcance de la orquesta en las obras compuestas para Viena (lo mismo ocurrió después de que el Mozart maduro se estableciera en Viena en 1781). Esta sinfonía, aunque está programada para la orquesta estándar, está planificada de forma más ambiciosa que las sinfonías que la preceden. La orquestación difiere de las sinfonías anteriores en dos aspectos: Mozart usa por primera vez en una sinfonía dos partes obligatorias de viola y las flautas sustituyen a los oboes en el Andante. El compositor entró en contacto con estas prácticas en Viena, siendo el uso de dos violas una orquestación distintiva vienesa. En las orquestas de aquella época era una práctica común emplear el fagot y el clavecín, si estaban presentes en la orquesta, para reforzar la línea del bajo o bien como continuo, incluso sin notación separada.

## Estructura y análisis
La sinfonía consta de cuatro movimientos:
- I. Allegro, en fa mayor 4
4
- II. Andante, en do mayor 2
4
- III. Menuetto, en fa mayor – Trio, en si bemol mayor 3
4
- IV. Allegro, en fa mayor 6
8

La interpretación de esta obra dura aproximadamente entre 10 y 15 minutos. Es la primera sinfonía de Mozart de cuatro movimientos, en la cual introduce el minueto con trío. A su llegada a Viena el joven Wolfgang hizo un esfuerzo consciente por adaptar su estilo sinfónico a los gustos del público vienés, lo cual se manifestó en la adopción de la estructura en cuatro movimientos en lugar de los tres de sus sinfonías tempranas. Este cambio se aprecia ya desde esta Sinfonía n.º 6 de 1767, seguida de la Sinfonía n.º 7 de principios de 1768. La Sinfonía n.º 8 de finales de 1768 incorpora aún más ampliamente los gustos vieneses además de la estructura.

### I.Allegro
El primer movimiento, Allegro, está escrito en la tonalidad de fa mayor, en compás de 4/4 y sigue la forma sonata. Se trata de una forma sonata modificada, en la cual sólo reaparece el tema secundario lírico tras un breve desarrollo. Se abre de manera impetuosa con la orquesta completa tocando una especie de fanfarria al unísono construida a partir de la tríada de tónica en un ritmo con puntillo similar a una marcha. 

### II.Andante
El segundo movimiento, Andante, está en do mayor y en compás de 2/4. Como era habitual en los movimientos "lentos", los oboes son sustituidos por flautas. Mozart usa aquí un tema de su temprana ópera en latín Apollo et Hyacinthus, K. 38, compuesta en Salzburgo en 1767. En este tema "los violines con sordina cantan sobre un pizzicato, de forma que secundan y dividen a las violas, creando un efecto deslumbrante".

### III.Menuetto–Trio
El tercer movimiento, Menuetto – Trio, está en fa mayor que en el trío pasa a si bemol mayor y el compás es 3/4. El minueto preseta un carácter galante se caracteriza por sus alegres tresillos, que en la primera parte se mueven hacia abajo y en la segunda hacia arriba. El trío está escrito solo para las cuerdas y también contiene alegres tresillos ascendentes. Los violines predominan en la primera parte y el bajo al inicio de la segunda parte. En el cierre del trío hay un pasaje cromático al unísono con síncopa. Se trata de un movimiento menos robusto que algunos escritos por Mozart en esta época.

### IV.Allegro
El cuarto y último movimiento, Allegro molto, retoma la tonalidad inicial, el compás es 6/8 y está en forma binaria.